# Frederiksberg Slot
Frederiksberg Slot er et slot opført i italiensk barokstil på toppen af Frederiksberg Bakke på Frederiksberg. Slottet blev opført i 1699–1703 for Frederik 4. som kongefamiliens sommerslot. Arkitekten var Ernst Brandenburger.

## Historie
Som kronprins havde Frederik 4. i 1692–93 været på dannelsesrejse til Italien, og med inspiration fra de italienske barokvillaer tegnede han selv de første skitser til slottet. I 1699 påbegyndtes byggeriet få måneder før hans far, Christian 5., døde, og Frederik selv blev konge.
Allerede i 1708–09 blev slottet udvidet af arkitekt Johan Conrad Ernst. Der blev tilføjet en ekstra etage, der bl.a. rummede en stor dansesal, samt to tværfløje med hhv. værelser og en slotskirke. Slotskirken har siden 1931 fungeret som sognekirke for Frederiksberg Slotssogn.
Under Christian 6. opførte Lauritz de Thurah i 1732–38 en kurvet bygning omkring slotsgården i forlængelse af sidefløjene. Kongen benyttede slottet som sommerbolig i årene 1731–40, mens han byggede det første Christiansborg Slot.
Frederiksberg Slot fik sit nuværende udseende ved en mindre ombygning i 1828–1829 udført af arkitekt Jørgen Hansen Koch for Frederik 6., der opholdt sig meget på slottet, og var med til at gøre slottet og haverne så berømte. Hans enke, Dronning Marie Sophie Frederikke, der døde i 1852, blev den sidste kongelige beboer på slottet.
I 1868 blev slottet overdraget til Hærens Officersskole, der flyttede ind året efter, og stadig i dag har til huse i slottets bygninger. Større restaureringer blev udført i 1927-1930, 1993-1998, 2014-15 samt 2018 og 2019.

## Frederiksberg Have og Søndermarken
Samtidig med opførelsen af slottet anlagdes en slotspark bestående af Frederiksberg Have og Søndermarken. Begge blev anlagt i fransk barokstil med kvadratiske afsnit, snorlige stier og hække, vandfald og figurer.
I slutningen af 1700-tallet omlagdes mange fyrstehaver fra den stive franske barokstil til en mere “naturlig” engelsk landskabelig havestil med slyngede stier, små søer og tæt bevoksning. Således blev Søndermarken omlagt i 1785–88, og Frederiksberg Have fulgte efter i 1795–1804, hvor den fik sit nuværende udseende. I forbindelse hermed opførtes i Søndermarken Det norske Hus og Kildegrotten og i Frederiksberg Have Det kinesiske Lysthus (1801) og Apistemplet (1802–04).